# كاميرا عاكسة ثنائية العدسة

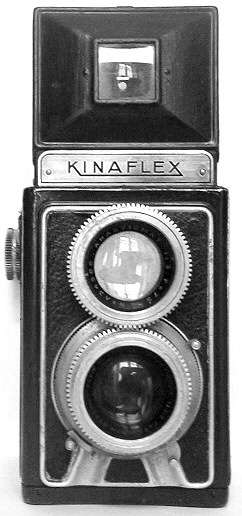
مشهد أمامي لكاميرا عاكسة ثنائية العدسة من نوع Kinaflex. ويتضمن هذا التصميم البسيط تروساُ موجودة على المحيط الخارجي للعدسات.

الكاميرا العاكسة ثنائية العدسة (وتختصر بالإنجليزية TLR Camera) هي نوع من أنواع الكاميرات الفوتوغرافية لها عدستين لرؤية الموضوع لهما نفس البعد البؤري، تكون إحداها العدسة التي تلتقط الصورة، والعدسة الأخرى تستخدم في نظام محدد المنظر العلوي.
وبالإضافة إلى عدسة رؤية الموضوع يتكون محدد المنظر أيضا من مرآة مائلة بزاوية 45 درجة (سبب استخدام كلمة العاكسة في التسمية)، وشاشة توضيح غير لامعة في أعلى الكاميرا. تتصل عدستي رؤية الموضوع ببعضهما بحيث يكون وضوح الصورة على شاشة التوضيح هو نفسه وضوح الصورة المتكونة على الفيلم. وعموما، فإن العديد من الكاميرات العاكسة ثنائية العدسة الرخيصة الثمن تكون من طرازات ذات وضوح ثابت. معظم الكاميرات العاكسة ثنائية العدسة تستخدم غالق الشفرات المعدنية المتواجد قرب العدسة، بسرعات تصل إلى 1/500 ثانية مع تعيين السرعة B.

## الاختلاف مع الكاميرا العاكسة مفردة العدسة
تختلف الكاميرا العاكسة ثنائية العدسة عن الكاميرا العاكسة مفردة العدسة في نواحي كثيرة. أولاً على عكس الكاميرا العاكسة مفردة العدسة توفر ثنائية العدسة صورة مستمرة متواصلة في شاشة محدد المنظر فلا تنقطع الرؤية أثناء التعريض نتيجة حركة المرآة فالمرآة هنا ثابتة ولا تتواجد في مسار الأشعة الساقطة على الفيلم. بالإضافة إلى ذلك فإن الطرازات المحتوية على غالق الشفرات المعدنية بدلا من غالق المسطح البؤري؛ يمكنها أن تتزامن مع الضوء الخاطف (الفلاش) عند سرعات أعلى من الكاميرات العاكسة مفردة العدسة. وعلى كل حال لأن المصور الفوتوغرافي يرى الصورة من خلال إحدى العدسات ويلتقطها من خلال عدسة أخرى، فإن عيوب الإزاحة قد تؤدي إلى اختلاف الصورة الفوتوغرافية عما يظهر شاشة محدد المنظر. هذا الاختلاف يكون غير ملحوظ إذا كان الموضوع المصور بعيداً جداّ. ولكنه يظهر بشكل واضح في لقطات المواضيع القريبة. ولأجل الدقة عند التصوير الفوتوغرافي فوق أسطح المنضدات حيث قد يكون الموضوع المصوَّر ضمن بعد قدم (وحدة قياس) واحد (30 سم) من الكاميرا، فقد أتيحت أجهزة يمكن بها تحريك الكاميرا لأعلى بحيث توجه عدسة الالتقاط إلى نفس الموضع الذي يراه عدسة الرؤية. وتحل بذلك مشكلة عيب الإزاحة ولكن تبقى مشكلة عدم إمكانية معاينة عمق الحقل مثلما يمكن مع الكاميرا العاكسة مفردة العدسة، حيث أن عدسة الرؤية في الكاميرا العاكسة ثنائية العدسة ليس لها بؤرة (كاميرا).
إن من الميزات الأساسية في الكاميرا العاكسة ثنائية العدسة هي بساطتها مقارنة بالكاميرات العاكسة مفردة العدسة الأكثر شيوعاً.